# هیلاری شپرد
هیلاری شپرد (انگلیسی: Hilary Shepard؛ زادهٔ ۱۰ دسامبر ۱۹۵۹) بازیگر و خواننده اهل ایالات متحده آمریکا است.
از فیلم‌ها یا سریال‌های تلویزیونی که وی در آن نقش داشته‌است، می‌توان به عاشقان تابستانی، استراحتگاه خصوصی، رؤیاهای رادیواکتیو، سی‌اس‌آی، دختران زرین، سربازان بورلی هیلز و باکره چهل‌ساله اشاره کرد.